# Magiczne Ogrody
Magiczne Ogrody – pierwszy polski rodzinny park tematyczny, położony w Trzciankach w województwie lubelskim, otwarty w 2014 roku.

## Historia
Magiczne Ogrody, rodzinny park tematyczny, został otwarty 23 maja 2014 roku. Na dużej powierzchni został sztucznie ukształtowany teren. Posadzono na nim około miliona roślin – kwiatów, krzewów i drzew. W kolejnych latach pojawiały się nowe atrakcje: Zamek Wróżek, Krasnoludzki Gród z 15-metrową zjeżdżalnią, podziemnymi tunelami, karuzelami napędzanymi siłą mięśni, Drzewa: atrakcja w podziemnych tunelach i w koronach Drzew.

## Charakterystyka parku

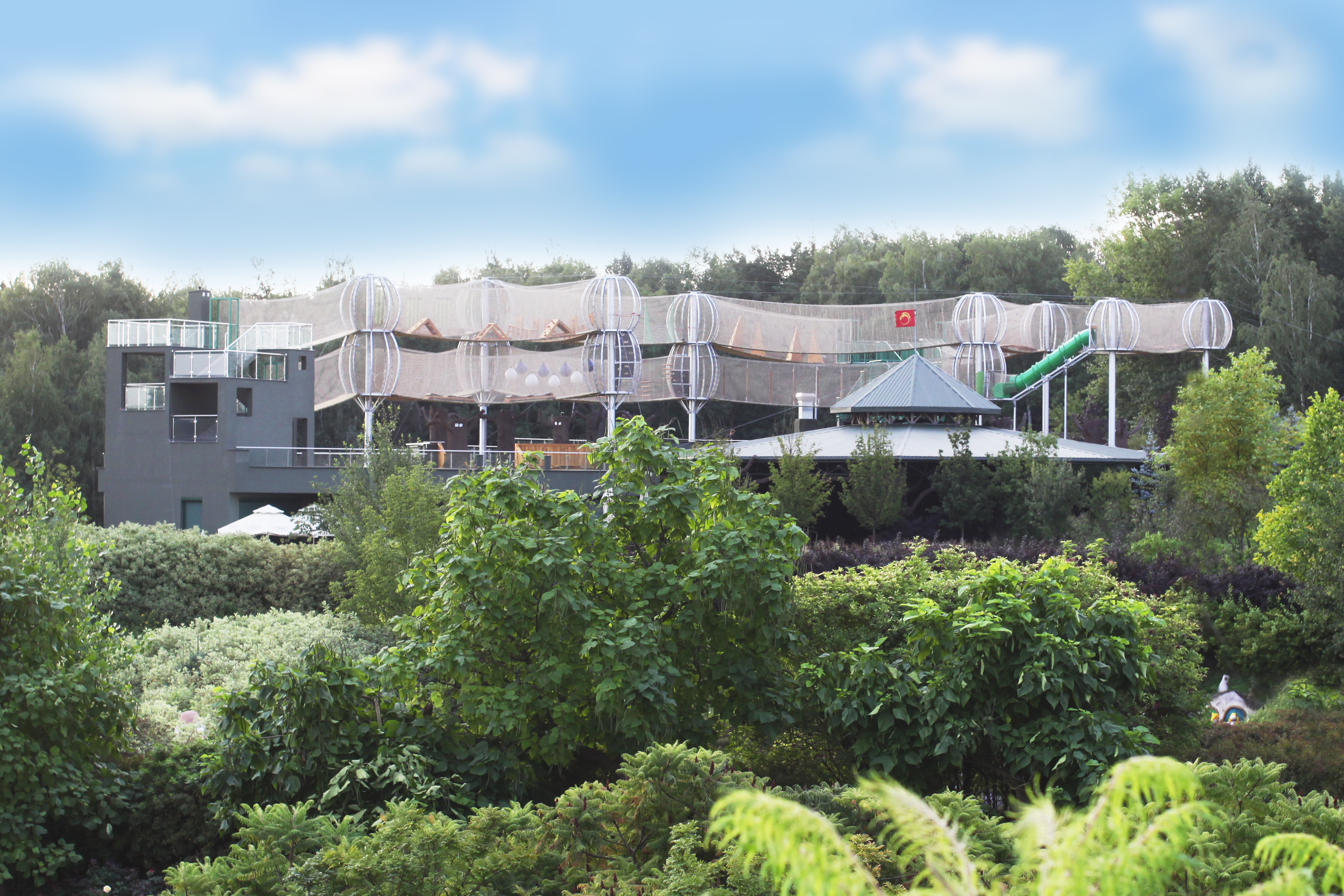

Magiczne Ogrody położone są w województwie lubelskim, w miejscowości Trzcianki. Zajmują powierzchnie 18 ha.
Teren ogrodów porasta wiele gatunków roślin. Charakterystycznymi kwiatami dla parku są tulipany, wśród których występuje odmiana „Magiczne Ogrody”. Powstawała ona 25 lat i można ją zobaczyć tylko tu. Magiczne Ogrody stworzone są na bazie autorskiej baśniowej historii. Od samego początku pomyślane są także jako park sensoryczny, który wspomaga prawidłowy rozwój dzieci i ich integrację sensoryczną.

## Certyfikaty i nagrody Magicznych Ogrodów
Park zdobył następujące nagrody:
- 2015 – Certyfikat Polskiej Organizacji Turystycznej za najlepszy produkt turystyczny w 2015 roku[10].
- 2019 – Certyfikat Marka Lubelskie[11].
- 2019 – Nagroda portalu okiemmamy.pl. Ogrody zostały uznane miejscem przyjaznym rodzinie z dziećmi[12].
- 2016, 2017, 2020 – Tytuł najlepszej rodzinnej atrakcji turystycznej w Polsce. Organizatorem plebiscytu był portal Dziecko w Podróży[13].
- 2016, 2017, 2018, 2020 – Pierwsze miejsce w plebiscycie Top Atrakcje w latach 2016 organizowanym przez portal turystyczny polskieszlaki.pl[14].
- 2020 – Nagroda „Travellers’Choice 2020” od portalu Tripadvisor.com za dużą liczbę pozytywnych recenzji użytkowników strony[15][16].